# Campionat de Catalunya d'atletisme - Salt de perxa
El salt de perxa és una prova del Campionat de Catalunya d'atletisme que es realitza des del 1916 en categoria masculina i des del 1994 en categoria femenina.

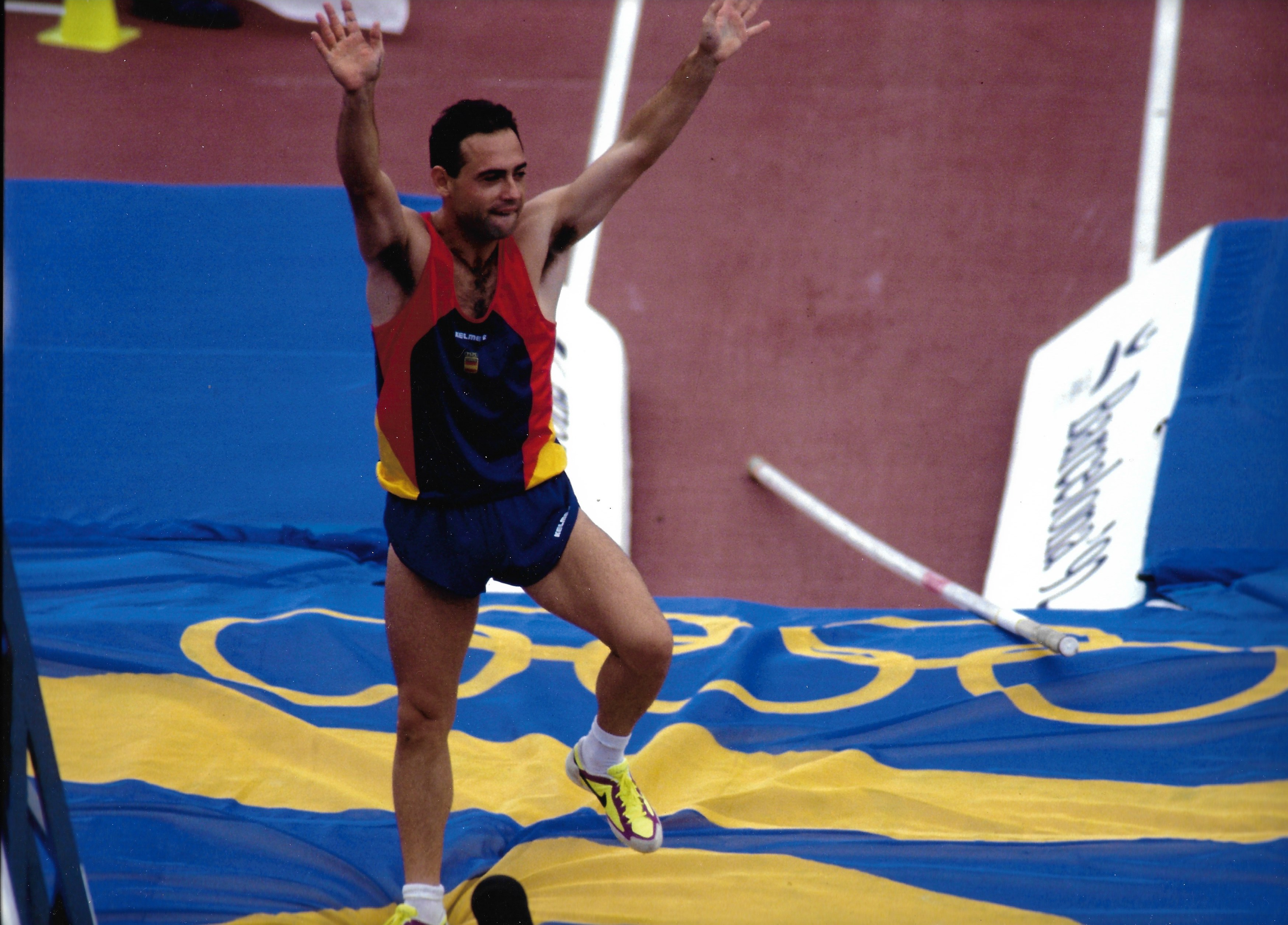
Alberto Lobito Ruiz va guanyar el Campionat de Catalunya de 1985.

La primera edició de la prova fou vençuda pels atletes del FC Barcelona Francisco Baonza i Josep Sanahuja, que empataren en la primera posició amb un salt de 2 metres i 70 centímetres. Miquel Consegal i Oliveras fou el primer atleta que guanyà amb un salt per sobre dels quatre metres. Roger Oriol Segura fou el primer en guanyar amb un salt per sobre dels cinc metres. En categoria femenina la primera edició no es disputà fins a l'any 1994, guanyada per Sílvia Delgado Rama de la Joventut Atlètica de Sabadell.
Fins a l'any 2024 els atletes amb més campionats són Miquel Consegal i Oliveras en categoria masculina i Anna Maria Pinero Ortiz en femenina, tots dos amb nou títols. A continuació es troben Josep Culí i Clapera i Mònica Clemente Martí amb set victòries, i Dídac Salas Planas amb sis.

## Historial
| Edició   | Data | Competició masculina                          | Competició masculina                          | Competició masculina                          | Competició femenina                   | Competició femenina                   | Competició femenina                   | refs.             |
| Edició   | Data | Campió                                        | Club                                          | Marca                                         | Campiona                              | Club                                  | Marca                                 | refs.             |
| -------- | ---- | --------------------------------------------- | --------------------------------------------- | --------------------------------------------- | ------------------------------------- | ------------------------------------- | ------------------------------------- | ----------------- |
| I        | 1916 | Francisco Baonza Josep Sanahuja               | FC Barcelona                                  | 2.70                                          | la categoria femenina començà el 1994 | la categoria femenina començà el 1994 | la categoria femenina començà el 1994 | [ 2 ] [ 6 ] [ 7 ] |
| II       | 1917 | Francisco Baonza                              | FC Barcelona                                  | 2.84                                          | la categoria femenina començà el 1994 | la categoria femenina començà el 1994 | la categoria femenina començà el 1994 | [ 2 ] [ 8 ]       |
| III      | 1918 | Francesc Godall                               | CG Tarragona                                  | 2.86                                          | la categoria femenina començà el 1994 | la categoria femenina començà el 1994 | la categoria femenina començà el 1994 | [ 2 ] [ 9 ]       |
| IV       | 1919 | la prova no es va poder disputar per la pluja | la prova no es va poder disputar per la pluja | la prova no es va poder disputar per la pluja | la categoria femenina començà el 1994 | la categoria femenina començà el 1994 | la categoria femenina començà el 1994 | [ 2 ]             |
| V        | 1920 | Otto Fleiter                                  | SG Alemanya                                   | 3.27                                          | la categoria femenina començà el 1994 | la categoria femenina començà el 1994 | la categoria femenina començà el 1994 | [ 2 ] [ 10 ]      |
| -        | 1921 | no es disputà per la crisi federativa         | no es disputà per la crisi federativa         | no es disputà per la crisi federativa         | la categoria femenina començà el 1994 | la categoria femenina començà el 1994 | la categoria femenina començà el 1994 | [ 2 ]             |
| -        | 1922 | no es disputà per la crisi federativa         | no es disputà per la crisi federativa         | no es disputà per la crisi federativa         | la categoria femenina començà el 1994 | la categoria femenina començà el 1994 | la categoria femenina començà el 1994 | [ 2 ]             |
| VI       | 1923 | Valls o Valle Josep Llort                     | Independent CE Europa                         | 2.72                                          | la categoria femenina començà el 1994 | la categoria femenina començà el 1994 | la categoria femenina començà el 1994 | [ 2 ] [ 11 ]      |
| VII      | 1924 | Otto Fleiter                                  | SG Alemanya                                   | 3.00                                          | la categoria femenina començà el 1994 | la categoria femenina començà el 1994 | la categoria femenina començà el 1994 | [ 2 ] [ 12 ]      |
| VIII     | 1925 | Otto Fleiter                                  | SG Alemanya                                   | 3.10                                          | la categoria femenina començà el 1994 | la categoria femenina començà el 1994 | la categoria femenina començà el 1994 | [ 2 ]             |
| IX       | 1926 | Josep Culí                                    | FC Badalona                                   | 3.00                                          | la categoria femenina començà el 1994 | la categoria femenina començà el 1994 | la categoria femenina començà el 1994 | [ 2 ]             |
| X        | 1927 | Josep Culí                                    | FC Badalona                                   | 3.51                                          | la categoria femenina començà el 1994 | la categoria femenina començà el 1994 | la categoria femenina començà el 1994 | [ 2 ]             |
| XI       | 1928 | Otto Fleiter                                  | SG Alemanya                                   | 3.50                                          | la categoria femenina començà el 1994 | la categoria femenina començà el 1994 | la categoria femenina començà el 1994 | [ 2 ]             |
| XII      | 1929 | Josep Culí                                    | FC Badalona                                   | 3.56                                          | la categoria femenina començà el 1994 | la categoria femenina començà el 1994 | la categoria femenina començà el 1994 | [ 2 ]             |
| XIII     | 1930 | Josep Culí                                    | FC Badalona                                   | 3.60                                          | la categoria femenina començà el 1994 | la categoria femenina començà el 1994 | la categoria femenina començà el 1994 | [ 2 ]             |
| XIV      | 1931 | Emili Trias Pons                              | CEC Bages                                     | 3.20                                          | la categoria femenina començà el 1994 | la categoria femenina començà el 1994 | la categoria femenina començà el 1994 | [ 2 ]             |
| XV       | 1932 | Josep Culí                                    | FC Badalona                                   | 3.50                                          | la categoria femenina començà el 1994 | la categoria femenina començà el 1994 | la categoria femenina començà el 1994 | [ 2 ]             |
| XVI      | 1933 | Miquel González Abad                          | CE Terrassa                                   | 3.40                                          | la categoria femenina començà el 1994 | la categoria femenina començà el 1994 | la categoria femenina començà el 1994 | [ 2 ]             |
| XVII     | 1934 | Josep Culí                                    | BUC                                           | 3.40                                          | la categoria femenina començà el 1994 | la categoria femenina començà el 1994 | la categoria femenina començà el 1994 | [ 2 ]             |
| XVIII    | 1935 | Miquel Consegal B.                            | BUC                                           | 3.40                                          | la categoria femenina començà el 1994 | la categoria femenina començà el 1994 | la categoria femenina començà el 1994 | [ 2 ]             |
| XIX      | 1936 | Miquel González Abad                          | CE Terrassa                                   | 3.30                                          | la categoria femenina començà el 1994 | la categoria femenina començà el 1994 | la categoria femenina començà el 1994 | [ 2 ]             |
| -        | 1937 | no es disputà per la Guerra Civil             | no es disputà per la Guerra Civil             | no es disputà per la Guerra Civil             | la categoria femenina començà el 1994 | la categoria femenina començà el 1994 | la categoria femenina començà el 1994 |                   |
| -        | 1938 | no es disputà per la Guerra Civil             | no es disputà per la Guerra Civil             | no es disputà per la Guerra Civil             | la categoria femenina començà el 1994 | la categoria femenina començà el 1994 | la categoria femenina començà el 1994 |                   |
| -        | 1939 | no es disputà per la Guerra Civil             | no es disputà per la Guerra Civil             | no es disputà per la Guerra Civil             | la categoria femenina començà el 1994 | la categoria femenina començà el 1994 | la categoria femenina començà el 1994 |                   |
| XX       | 1940 | Miquel González Abad                          | UA Terrassa                                   | 3.30                                          | la categoria femenina començà el 1994 | la categoria femenina començà el 1994 | la categoria femenina començà el 1994 | [ 2 ]             |
| XXI      | 1941 | Diego Gálvez                                  | Independent                                   | 3.25                                          | la categoria femenina començà el 1994 | la categoria femenina començà el 1994 | la categoria femenina començà el 1994 | [ 2 ]             |
| XXII     | 1942 | Marcel·lí Gené Bertran                        | CN Reus Ploms                                 | 3.20                                          | la categoria femenina començà el 1994 | la categoria femenina començà el 1994 | la categoria femenina començà el 1994 | [ 2 ]             |
| XXIII    | 1943 | Miquel González Abad                          | EyD Terrassa                                  | 3.30                                          | la categoria femenina començà el 1994 | la categoria femenina començà el 1994 | la categoria femenina començà el 1994 | [ 2 ]             |
| XXIV     | 1944 | Fernando Sagnier                              | RCD Espanyol                                  | 3.25                                          | la categoria femenina començà el 1994 | la categoria femenina començà el 1994 | la categoria femenina començà el 1994 | [ 2 ]             |
| XXV      | 1945 | Joan Esteve Mestres                           | RCD Espanyol                                  | 3.16                                          | la categoria femenina començà el 1994 | la categoria femenina començà el 1994 | la categoria femenina començà el 1994 | [ 2 ]             |
| XXVI     | 1946 | Joan Cano Auladell                            | FJ Calella                                    | 3.42                                          | la categoria femenina començà el 1994 | la categoria femenina començà el 1994 | la categoria femenina començà el 1994 | [ 2 ]             |
| XXVII    | 1947 | Joaquim Ralló Terrats                         | UE Vic                                        | 3.40                                          | la categoria femenina començà el 1994 | la categoria femenina començà el 1994 | la categoria femenina començà el 1994 | [ 2 ]             |
| XXVIII   | 1948 | Joan Cano Auladell                            | FJ Calella                                    | 3.60                                          | la categoria femenina començà el 1994 | la categoria femenina començà el 1994 | la categoria femenina començà el 1994 | [ 2 ]             |
| XXIX     | 1949 | Joaquim Ralló Terrats                         | UE Vic                                        | 3.36                                          | la categoria femenina començà el 1994 | la categoria femenina començà el 1994 | la categoria femenina començà el 1994 | [ 2 ]             |
| XXX      | 1950 | Joan Cano Auladell                            | FJ Calella                                    | 3.60                                          | la categoria femenina començà el 1994 | la categoria femenina començà el 1994 | la categoria femenina començà el 1994 | [ 2 ]             |
| XXXI     | 1951 | Antoni Bonamusa                               | CA Laietània                                  | 3.25                                          | la categoria femenina començà el 1994 | la categoria femenina començà el 1994 | la categoria femenina començà el 1994 | [ 2 ]             |
| XXXII    | 1952 | Salvador Torrella                             | CN Barcelona                                  | 3.34                                          | la categoria femenina començà el 1994 | la categoria femenina començà el 1994 | la categoria femenina començà el 1994 | [ 2 ]             |
| XXXIII   | 1953 | Salvador Torrella                             | CN Barcelona                                  | 3.45                                          | la categoria femenina començà el 1994 | la categoria femenina començà el 1994 | la categoria femenina començà el 1994 | [ 2 ]             |
| XXXIV    | 1954 | Antoni Bonet                                  | CE Universitari                               | 3.55                                          | la categoria femenina començà el 1994 | la categoria femenina començà el 1994 | la categoria femenina començà el 1994 | [ 2 ]             |
| XXXV     | 1955 | Albert López                                  | CG Barcelonès                                 | 3.25                                          | la categoria femenina començà el 1994 | la categoria femenina començà el 1994 | la categoria femenina començà el 1994 | [ 2 ]             |
| XXXVI    | 1956 | Albert López                                  | CG Barcelonès                                 | 3.45                                          | la categoria femenina començà el 1994 | la categoria femenina començà el 1994 | la categoria femenina començà el 1994 | [ 2 ]             |
| XXXVII   | 1957 | Joaquim Roca Saurí                            | CN Barcelona                                  | 3.65                                          | la categoria femenina començà el 1994 | la categoria femenina començà el 1994 | la categoria femenina començà el 1994 | [ 2 ]             |
| XXXVIII  | 1958 | Felipe Rodríguez Armengol                     | CN Barcelona                                  | 3.72                                          | la categoria femenina començà el 1994 | la categoria femenina començà el 1994 | la categoria femenina començà el 1994 | [ 2 ]             |
| XXXIX    | 1959 | Felipe Rodríguez Armengol                     | CN Barcelona                                  | 3.85                                          | la categoria femenina començà el 1994 | la categoria femenina començà el 1994 | la categoria femenina començà el 1994 | [ 2 ]             |
| XL       | 1960 | Hans Ruf                                      | CN Barcelona                                  | 3.54                                          | la categoria femenina començà el 1994 | la categoria femenina començà el 1994 | la categoria femenina començà el 1994 | [ 2 ]             |
| XLI      | 1961 | Hans Ruf                                      | CN Barcelona                                  | 3.70                                          | la categoria femenina començà el 1994 | la categoria femenina començà el 1994 | la categoria femenina començà el 1994 | [ 2 ]             |
| XLII     | 1962 | Raül Roura                                    | FC Barcelona                                  | 3.50                                          | la categoria femenina començà el 1994 | la categoria femenina començà el 1994 | la categoria femenina començà el 1994 | [ 2 ]             |
| XLIII    | 1963 | Miquel Consegal O.                            | FC Barcelona                                  | 4.10                                          | la categoria femenina començà el 1994 | la categoria femenina començà el 1994 | la categoria femenina començà el 1994 | [ 2 ]             |
| XLIV     | 1964 | Miquel Consegal O.                            | FC Barcelona                                  | 4.50                                          | la categoria femenina començà el 1994 | la categoria femenina començà el 1994 | la categoria femenina començà el 1994 | [ 2 ] [ 13 ]      |
| XLV      | 1965 | Felipe Rodríguez Armengol                     | CN Barcelona                                  | 3.60                                          | la categoria femenina començà el 1994 | la categoria femenina començà el 1994 | la categoria femenina començà el 1994 | [ 2 ]             |
| XLVI     | 1966 | Miquel Consegal O.                            | FC Barcelona                                  | 4.20                                          | la categoria femenina començà el 1994 | la categoria femenina començà el 1994 | la categoria femenina començà el 1994 | [ 2 ]             |
| XLVII    | 1967 | Miquel Consegal O.                            | FC Barcelona                                  | 4.40                                          | la categoria femenina començà el 1994 | la categoria femenina començà el 1994 | la categoria femenina començà el 1994 | [ 2 ]             |
| XLVIII   | 1968 | Miquel Consegal O.                            | FC Barcelona                                  | 4.50                                          | la categoria femenina començà el 1994 | la categoria femenina començà el 1994 | la categoria femenina començà el 1994 | [ 2 ]             |
| XLIX     | 1969 | Javier Francesch                              | CN Barcelona                                  | 3.64                                          | la categoria femenina començà el 1994 | la categoria femenina començà el 1994 | la categoria femenina començà el 1994 | [ 2 ]             |
| L        | 1970 | Gerard Brunet Fonts                           | CG Barcelonès                                 | 4.20                                          | la categoria femenina començà el 1994 | la categoria femenina començà el 1994 | la categoria femenina començà el 1994 | [ 2 ]             |
| LI       | 1971 | Miquel Consegal O.                            | CN Barcelona                                  | 4.60                                          | la categoria femenina començà el 1994 | la categoria femenina començà el 1994 | la categoria femenina començà el 1994 | [ 2 ]             |
| LII      | 1972 | Miquel Consegal O.                            | Independent                                   | 4.55                                          | la categoria femenina començà el 1994 | la categoria femenina començà el 1994 | la categoria femenina començà el 1994 | [ 2 ]             |
| LIII     | 1973 | Miquel Consegal O.                            | CG Barcelonès                                 | 4.70                                          | la categoria femenina començà el 1994 | la categoria femenina començà el 1994 | la categoria femenina començà el 1994 | [ 2 ]             |
| LIV      | 1974 | Miquel Consegal O.                            | CG Barcelonès                                 | 4.70                                          | la categoria femenina començà el 1994 | la categoria femenina començà el 1994 | la categoria femenina començà el 1994 | [ 2 ]             |
| LV       | 1975 | Xavier Ballell Boleda                         | CG Barcelonès                                 | 4.25                                          | la categoria femenina començà el 1994 | la categoria femenina començà el 1994 | la categoria femenina començà el 1994 | [ 2 ]             |
| LVI      | 1976 | Roger Oriol Segura                            | CN Barcelona                                  | 4.96                                          | la categoria femenina començà el 1994 | la categoria femenina començà el 1994 | la categoria femenina començà el 1994 | [ 2 ]             |
| LVII     | 1977 | Salvador Maranges                             | FC Barcelona                                  | 4.80                                          | la categoria femenina començà el 1994 | la categoria femenina començà el 1994 | la categoria femenina començà el 1994 | [ 2 ]             |
| LVIII    | 1978 | Domingo López                                 | FC Barcelona                                  | 4.20                                          | la categoria femenina començà el 1994 | la categoria femenina començà el 1994 | la categoria femenina començà el 1994 | [ 2 ]             |
| LIX      | 1979 | Roger Oriol Segura                            | CN Barcelona                                  | 4.70                                          | la categoria femenina començà el 1994 | la categoria femenina començà el 1994 | la categoria femenina començà el 1994 | [ 2 ]             |
| LX       | 1980 | Roger Oriol Segura                            | FC Barcelona                                  | 5.07                                          | la categoria femenina començà el 1994 | la categoria femenina començà el 1994 | la categoria femenina començà el 1994 | [ 2 ]             |
| LXI      | 1981 | Salvador Maranges                             | FC Barcelona                                  | 4.71                                          | la categoria femenina començà el 1994 | la categoria femenina començà el 1994 | la categoria femenina començà el 1994 | [ 2 ]             |
| LXII     | 1982 | Salvador Maranges                             | FC Barcelona                                  | 5.02                                          | la categoria femenina començà el 1994 | la categoria femenina començà el 1994 | la categoria femenina començà el 1994 | [ 2 ]             |
| LXIII    | 1983 | Salvador Maranges                             | FC Barcelona                                  | 5.11                                          | la categoria femenina començà el 1994 | la categoria femenina començà el 1994 | la categoria femenina començà el 1994 | [ 2 ]             |
| LXIV     | 1984 | Salvador Vila                                 | CA Granollers                                 | 4.11                                          | la categoria femenina començà el 1994 | la categoria femenina començà el 1994 | la categoria femenina començà el 1994 | [ 2 ]             |
| LXV      | 1985 | Alberto Ruiz Benito                           | CN Barcelona                                  | 5.20                                          | la categoria femenina començà el 1994 | la categoria femenina començà el 1994 | la categoria femenina començà el 1994 | [ 2 ]             |
| LXVI     | 1986 | Javier García Chico                           | FC Barcelona                                  | 5.21                                          | la categoria femenina començà el 1994 | la categoria femenina començà el 1994 | la categoria femenina començà el 1994 | [ 2 ]             |
| LXVII    | 1987 | Robert Aleu Consegal                          | CN Montjuïc                                   | 4.80                                          | la categoria femenina començà el 1994 | la categoria femenina començà el 1994 | la categoria femenina començà el 1994 | [ 2 ]             |
| LXVIII   | 1988 | Francesc Mas Sánchez                          | AE L'Hospitalet                               | 4.80                                          | la categoria femenina començà el 1994 | la categoria femenina començà el 1994 | la categoria femenina començà el 1994 | [ 2 ]             |
| LXIX     | 1989 | Ignacio Paradinas                             | AE L'Hospitalet                               | 5.20                                          | la categoria femenina començà el 1994 | la categoria femenina començà el 1994 | la categoria femenina començà el 1994 | [ 2 ]             |
| LXX      | 1990 | Daniel Martí Lluch                            | CN Barcelona                                  | 5.14                                          | la categoria femenina començà el 1994 | la categoria femenina començà el 1994 | la categoria femenina començà el 1994 | [ 2 ]             |
| LXXI     | 1991 | David Gracia Ochoa                            | FC Barcelona                                  | 5.14                                          | la categoria femenina començà el 1994 | la categoria femenina començà el 1994 | la categoria femenina començà el 1994 | [ 2 ]             |
| LXXII    | 1992 | Daniel Martí Lluch                            | FC Barcelona                                  | 5.32                                          | la categoria femenina començà el 1994 | la categoria femenina començà el 1994 | la categoria femenina començà el 1994 | [ 2 ]             |
| LXXIII   | 1993 | Daniel Martí Lluch                            | Larios AAM                                    | 5.62                                          | la categoria femenina començà el 1994 | la categoria femenina començà el 1994 | la categoria femenina començà el 1994 | [ 2 ]             |
| LXXIV    | 1994 | Francesc Mas Sánchez                          | València CA                                   | 5.20                                          | Sílvia Delgado Rama                   | JA Sabadell                           | 3.15                                  | [ 2 ]             |
| LXXV     | 1995 | Juan Gabriel Concepción                       | FC Barcelona                                  | 5.45                                          | Sílvia Delgado Rama                   | JA Sabadell                           | 3.40                                  | [ 2 ]             |
| LXXVI    | 1996 | David Gracia Ochoa                            | FC Barcelona                                  | 5.20                                          | Sílvia Delgado Rama                   | JA Sabadell                           | 3.40                                  | [ 2 ]             |
| LXXVII   | 1997 | Javier García Chico                           | Adidas RT                                     | 5.40                                          | Mònica Delgado Cruz                   | CA Laietània                          | 3.40                                  | [ 2 ]             |
| LXXVIII  | 1998 | Santi Bañón Clivillé                          | JA Sabadell                                   | 5.20                                          | Laura Garcia                          | CA Laietània                          | 3.55                                  | [ 2 ]             |
| LXXIX    | 1999 | Javier García Chico                           | Adidas RT                                     | 5.40                                          | Gemma Riatos Casabayo                 | FC Barcelona                          | 3.55                                  | [ 2 ]             |
| LXXX     | 2000 | Javier García Chico                           | CA Chapín Jerez                               | 5.31                                          | Mireia Vila                           | CA Manresa                            | 3.41                                  | [ 2 ]             |
| LXXXI    | 2001 | Santi Bañón Clivillé                          | JA Sabadell                                   | 5.35                                          | Mònica Ballesteros Sans               | Integra 2                             | 3.63                                  | [ 2 ]             |
| LXXXII   | 2002 | Raül Mayor Gómez                              | FC Barcelona                                  | 4.85                                          | Gemma Piquer Roda                     | FC Barcelona                          | 3.70                                  | [ 2 ]             |
| LXXXIII  | 2003 | Raül Mayor Gómez                              | FC Barcelona                                  | 4.80                                          | Gemma Riatos Casabayo                 | AAC-UBAE                              | 3.75                                  | [ 2 ]             |
| LXXXIV   | 2004 | Roger Noguera Fornós                          | CA Dominiques                                 | 5.20                                          | Gemma Pagès                           | GEiEG                                 | 3.95                                  | [ 2 ]             |
| LXXXV    | 2005 | Joan Planas Illas                             | Puma Chapín Jerez                             | 5.00                                          | Marta Cot Cantó                       | Puerto Alicante                       | 3.80                                  | [ 2 ]             |
| LXXXVI   | 2006 | Joan Planas Illas                             | Puma Chapín Jerez                             | 5.05                                          | Anna Ma. Pinero Ortiz                 | AAC-UBAE                              | 4.15                                  | [ 2 ]             |
| LXXXVII  | 2007 | Raül Mayor Gómez                              | FC Barcelona                                  | 5.10                                          | Anna Ma. Pinero Ortiz                 | FC Barcelona                          | 4.00                                  | [ 2 ]             |
| LXXXVIII | 2008 | Igor Bychkov                                  | Puma Chapín Jerez                             | 5.25                                          | Anna Ma. Pinero Ortiz                 | FC Barcelona                          | 4.05                                  | [ 2 ]             |
| LXXXIX   | 2009 | Albert Vélez Martín                           | FC Barcelona                                  | 5.05                                          | Marta Cot Cantó                       | Puerto Alicante                       | 3.80                                  | [ 2 ]             |
| XC       | 2010 | Albert Vélez Martín                           | FC Barcelona                                  | 5.30                                          | Anna Ma. Pinero Ortiz                 | AA Catalunya                          | 4.20                                  | [ 2 ]             |
| XCI      | 2011 | Albert Vélez Martín                           | FC Barcelona                                  | 5.30                                          | Anna Ma. Pinero Ortiz                 | València TiM                          | 4.00                                  | [ 2 ]             |
| XCII     | 2012 | Joan Planas Illas                             | CA Laietània                                  | 5.10                                          | Jéssica Soto                          | Piélagos Inelecma                     | 3.65                                  | [ 2 ]             |
| XCIII    | 2013 | Dídac Salas Planas                            | FC Barcelona                                  | 5.50                                          | Anna Ma. Pinero Ortiz                 | València TiM                          | 3.80                                  | [ 2 ]             |
| XCIV     | 2014 | Dídac Salas Planas                            | FC Barcelona                                  | 5.60                                          | Anna Ma. Pinero Ortiz                 | València TiM                          | 3.60                                  | [ 2 ]             |
| XCV      | 2015 | Aleix Pi Portet                               | AA Catalunya                                  | 4.85                                          | Anna Ma. Pinero Ortiz                 | València TiM                          | 3.90                                  | [ 2 ]             |
| XCVI     | 2016 | Dídac Salas Planas                            | FC Barcelona                                  | 5.50                                          | Anna Ma. Pinero Ortiz                 | València TiM                          | 4.00                                  | [ 2 ]             |
| XCVII    | 2017 | Dídac Salas Planas                            | FC Barcelona                                  | 5.11                                          | Mònica Clemente Martí                 | Avinent Manresa                       | 4.01                                  | [ 2 ]             |
| XCVIII   | 2018 | Dídac Salas Planas                            | FC Barcelona                                  | 5.45                                          | Mònica Clemente Martí                 | Avinent Manresa                       | 4.30                                  | [ 2 ]             |
| XCIX     | 2019 | Dídac Salas Planas                            | FC Barcelona                                  | 5.40                                          | Mònica Clemente Martí                 | Avinent Manresa                       | 4.10                                  | [ 2 ]             |
| C        | 2020 | Aleix Pi Portet                               | FC Barcelona                                  | 4.80                                          | Mònica Clemente Martí                 | Avinent Manresa                       | 3.80                                  | [ 2 ]             |
| CI       | 2021 | Aleix Pi Portet                               | FC Barcelona                                  | 5.40                                          | Mònica Clemente Martí                 | Avinent Manresa                       | 4.00                                  | [ 2 ]             |
| CII      | 2022 | Aleix Pi Portet                               | FC Barcelona                                  | 5.20                                          | Mònica Clemente Martí                 | Avinent Manresa                       | 4.00                                  | [ 2 ]             |
| CIII     | 2023 | Aleix Pi Portet                               | FC Barcelona                                  | 5.41                                          | Clara Fernández Ortiz                 | CD Nike Running                       | 3.86                                  | [ 2 ]             |
| CIV      | 2024 | Artur Coll                                    | CA Fent Cami Mislata                          | 5.40                                          | Mònica Clemente Martí                 | FC Barcelona                          | 4.20                                  | [ 2 ]             |

1. ↑  En el llistat de vencedors de la Federació és anomenat Ricard Baonza, però sembla que en realitat es tracta de Francisco Baonza García.[4]
2. ↑  Societat Gimnàstica Alemanya de Barcelona.